# Lewon Mkrttschjan

Lewon Mkrttschjan, 2016

Lewon Mkrttschjan (armenisch Լեւոն Մկրտչյան, russisch Левон Оганесович Мкртчян, Lewon Oganessowitsch Mkrttschjan; * 18. März 1965 in Jerewan) ist ein armenischer Politiker der Armenischen Revolutionären Föderation.

## Leben
Mkrttschjan war Abgeordneter in der armenischen Nationalversammlung von 2003 bis 2006 und damaliger Vorsitzender der parlamentarischen Fraktion der Armenischen Revolutionären Föderation. Mkrttschjan hatte das Amt des Ministers für Bildung und Wissenschaft von 1998 bis 1999 und erneut von 2001 bis 2003 und von 2006 bis 2008 inne. Von 2000 bis 2001 war er stellvertretender Außenminister Armeniens.
Lewon Mkrttschjan schloss sein Studium der Geschichte an der Staatlichen Universität Jerewan 1986 ab. Von 1986 bis 1998 war er an der Fakultät für Geschichte derselben Universität tätig.

## Aktivitäten
Mkrttschjan hat 2009 in Sofia zur Anerkennung von Bergkarabach und Dschawachk, des Völkermordes an den Armeniern, zu der Organisation der Diaspora und der Vereinigung aller armenischen Kräfte weltweit aufgerufen und sie als vier Hauptziele der neu gegründeten Organisation Hai Tad bezeichnet. Die Beziehungen mit der Türkei können, so Mkrttschjan, nicht verbessert werden, bevor Letztere den Völkermord an den Armeniern anerkennt.
Bezüglich der immer engeren russisch-türkischen Beziehungen hebt er den Sieg hervor, der in Bergkarabach davongetragen werden solle, als notwendige Bedingung für die Fähigkeit Armeniens, die von den langfristigen russischen Interessen geforderte Rolle auszuüben. Die russische politische Elite, so Mkrttschjan, muss sich darüber im klaren sein.